# Christoph Oberprieler
Christoph Oberprieler ( 1964 ) es un botánico alemán.
Obtuvo su doctorado, en 1997 en el Jardín botánico y Museo Botánico de Berlín-Dahlem.

## Algunas publicaciones
- Meister, J., Hubaishan, M. A., Kilian, N. & Oberprieler, Ch. 2005. Chloroplast DNA variation in the shrub Justicia areysiana Deflers (Acanthaceae) endemic to the monsoon affected coastal mountains of the Southern Arabian Peninsula. – Bot. J. Linn. Soc. 148: 437-444
- Oberprieler, Ch. 2005. Temporal and spatial diversification of Circum-Mediterranean Compositae-Anthemideae. – Taxon 54: 951-966
- Gemeinholzer, B., Oberprieler, Ch. & Bachmann, K. 2006. Screening the applicability of molecular markers for plant identification using the NCBI and EBI nucleotide databases and Asteraceae species belonging to the tribes Lactuceae and Anthemideae. – Taxon 55: 173-187
- Meister, J., Hubaishan, M. A., Kilian, N. & Oberprieler, Ch. 2006. Temporal and spatial diversification of the shrub Justicia areysiana Deflers (Acanthaceae) endemic to the monsoon affected coastal mountains of the southern Arabian Peninsula. – Plant Syst. Evol. 262: 153-171
- Oberprieler, Ch., Himmelreich, S. & Vogt, R. 2007. A new subtribal classification of the tribe Anthemideae (Compositae). – Willdenowia 37: 89-114
- Raudnitschka, D., Hensen, I. & Oberprieler, Ch. 2007. Hybridization of Senecio hercynicus and S. ovatus (Compositae, Senecioneae) along an altitudinal gradient in Harz National Park (Saxony-Anhalt, Alemania). Systematics and Biodiversity 5: 333-344
- Himmelreich, S., Källersjö, M., Eldenäs, P. & Oberprieler, Ch. 2008. Phylogeny of southern hemisphere Compositae-Anthemideae based on nrDNA ITS and cpDNA ndhF sequence information. – Pl. Syst. Evol. 272: 131-153

### Libros
- 1991. "Ranger" in deutschen Schutzgebieten: Betreuer von Mensch und Natur. 168 pp.
- 1998. The systematics of Anthemis L. (Compositae, Anthemideae) in W and C North Africa. Volumen 9 de Bocconea (Palermo). Ed. Herbarium Mediterraneum Panormitanum. 328 pp. ISBN 8879150243

## Honores

### Eponimia
- (Asteraceae) Senecio oberprieleri G.H.Loos[2]
- La abreviatura «Oberpr.» se emplea para indicar a Christoph Oberprieler como autoridad en la descripción y clasificación científica de los vegetales.[3]